# Dolný Kalník

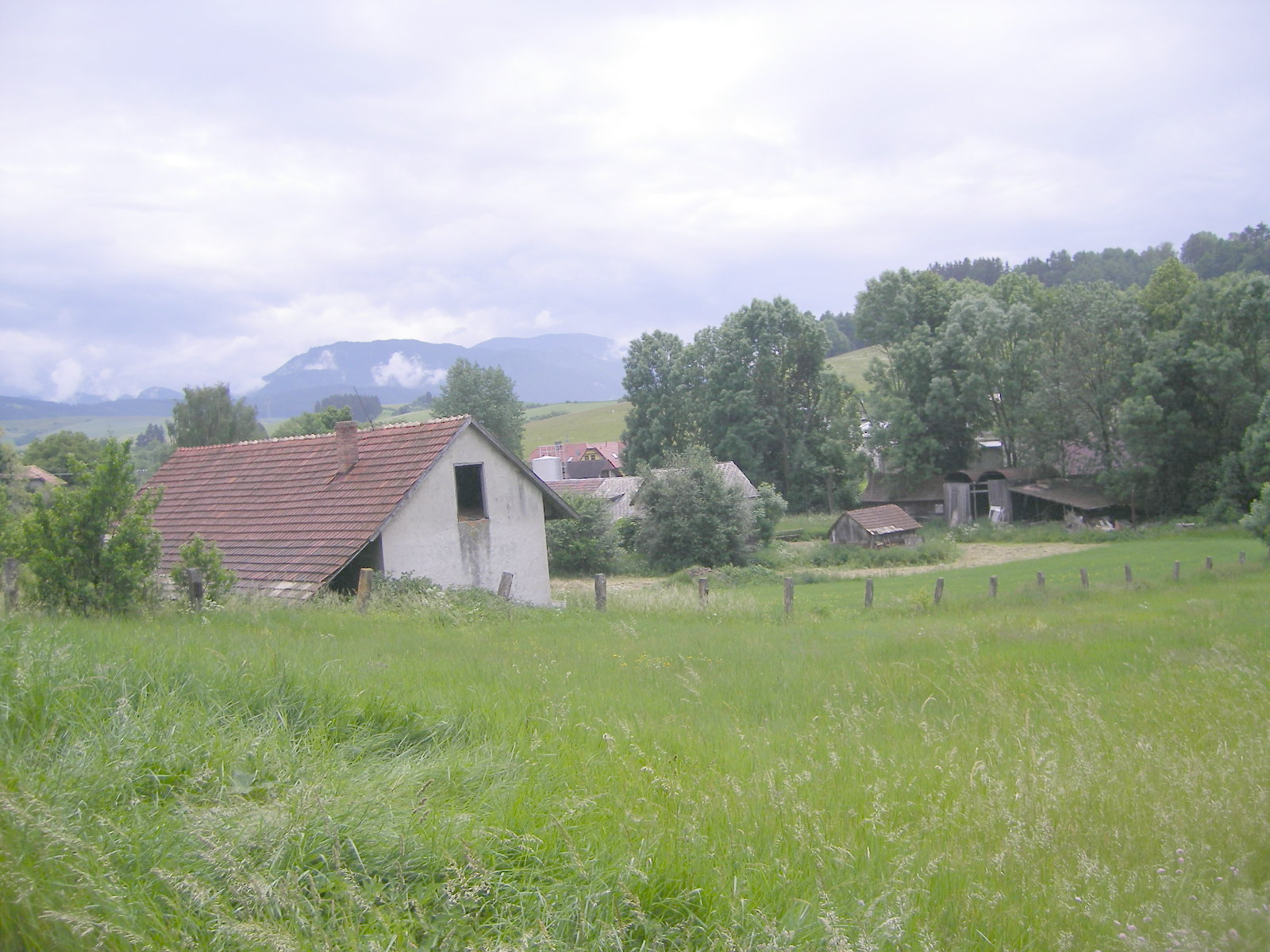
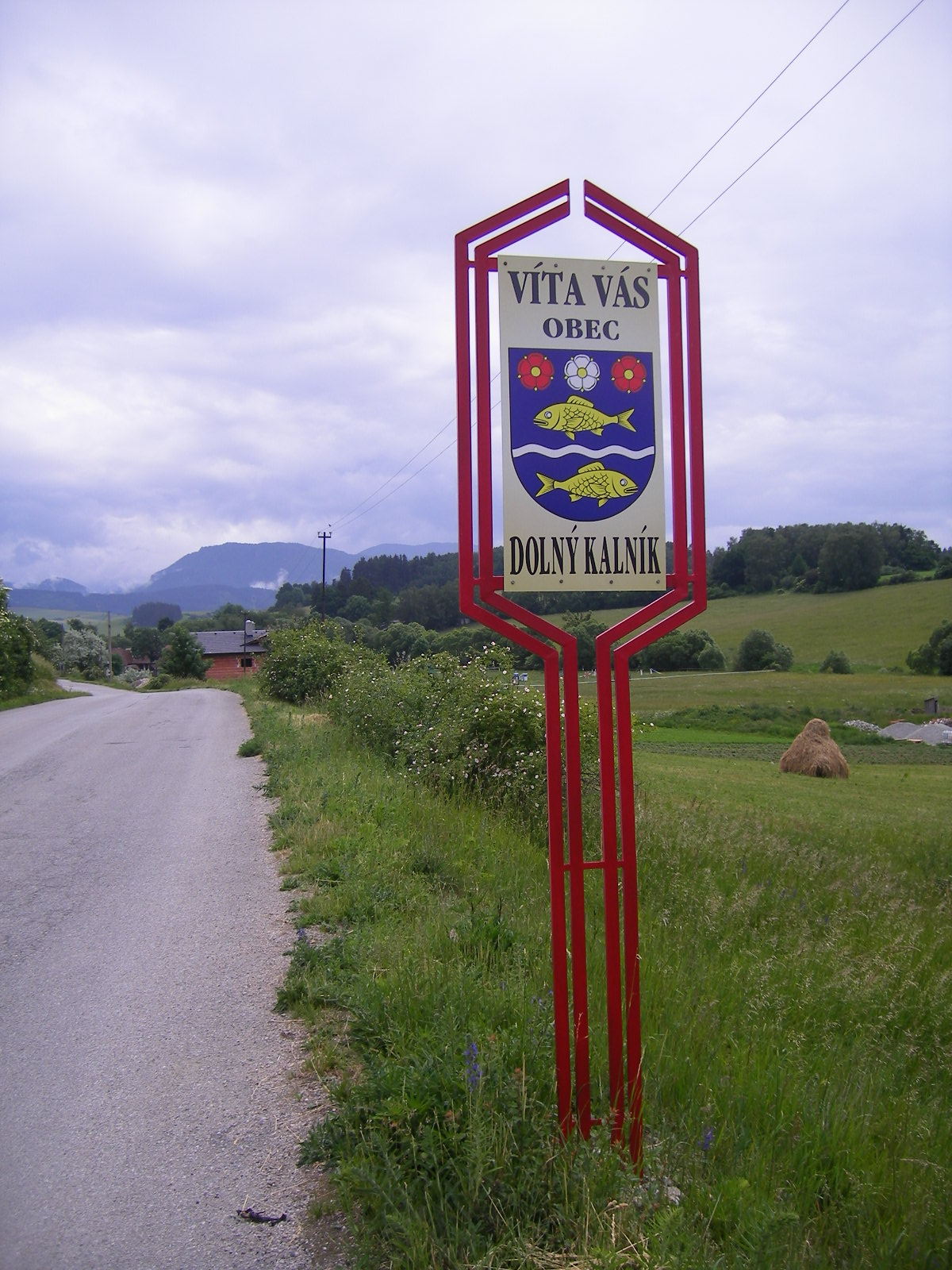

Dolný Kalník (Hongaars: Alsókálnok) is een Slowaakse gemeente in de regio Žilina, en maakt deel uit van het district Martin.
Dolný Kalník telt 85 inwoners.